# Japoma
Japoma est un quartier de la commune d'arrondissement de Douala III au Cameroun situé dans la région du Littoral, département du Wouri, communauté urbaine de  Douala.

## Géographie
Le quartier est situé au nord-ouest de la commune d'arrondissement de Douala III sur la rive droite du fleuve Dibamba. le Fleuve Dibamba est le patrimoine culturel comptant parmi les plus importants du peuple de Japoma.

## Population
Lors du recensement de 2005, on y dénombrait 10 440 personnes.

## Religion
Le culte protestant est représenté par la paroisse de Japoma de l'Église évangélique du Cameroun. La paroisse catholique de Notre Dame de Lourdes de Japoma est du ressort de la doyenné Wouri IX de l'Archidiocèse de Douala.

## Autorité traditionnelle
Japoma dispose d'une chefferie de premier degré à la tête de laquelle se trouve un chef supérieur. En 2023, sa majesté Erick Jamil Songuè est le chef supérieur Japoma. Il succède à son père sa majesté Mabiba Songuè Salomon décédé le 17 octobre 2022. 

## Transports
Le quartier est desservi par la route de Japoma qui relie de camp Yabassi à la station de production d'eau sur la rive droite du fleuve Dibamba.
Le quartier dispose d'une gare à 17 km de Douala sur la ligne ferroviaire du Transcamerounais.

## Économie
La station de production d'eau potable de Japoma de la Camerounaise des Eaux (CDE) installée depuis 1954, est alimentée par les eaux du fleuve Dibamba et un chenal recueillant les eaux de cours d'eau environnants. 
La construction du Complexe multisports de Japoma favorise l'urbanisation du quartier qui jadis était un village voisin de Douala.

## Personnalité
- Roger Milla (né en 1952), joueur international de football a résidé à Japoma.